# 南京大学数学系
南京大学数学系成立于1920年，是中国第一个现代高等数学系。

## 现况概览

### 专业设置
博士与硕士研究生专业
- 基础数学
- 应用数学
- 计算数学
- 概率统计
- 运筹与控制论

本科专业
- 数学与应用数学
- 信息与计算科学
- 统计学

## 历史概要
- 數學（算學）在南京大學有的悠久的歷史。何承天、祖沖之等數學家曾是古代南京大學的教席，明朝時南京國子監曾刊刻《演算法》、《演算法大全》等算學著作。清末算學教席楊冰與崔朝慶曾合著中國第一部近代學堂所用綜合科學用表《算表合璧》。民国8年（1919年），南京高等师范学校理化部改为数理化部。随后，何鲁回国来校执教。民国9年（1920年），南京高师国文史地部和数理化部合并为文理科，成立算学系，属文理科。民国10年（1921年），南京高师改为东南大学，是年秋，熊庆来受聘来校，担任数学系主任，编著了中国最早的高等数学教材。民国早年成立的南京大学数学系是中国第一个现代高等数学系。此一时期任教的还有胡明复、段子燮等人。
- 1927年后中央大学时期，何鲁再度来校，担任数学系主任。1933年，孙光远来校执教，担任系主任，1949年中央大学更名南京大学后，仍任系主任。曾执教的有钱宝琮、唐培经、胡坤升、曾远荣、周鸿经、周炜良等人。

## 南京大学数学系校友

### 部分校友简介
- 田刚，南大数学82本，美国哈佛大学博士，现任美国麻省理工学院讲座教授，美国普林斯顿大学正教授，南京大学、北京大学现代数学研究所所长、美国艺术与科学院院士、最年轻的中国科学院院士之一
- 周鸿经，国立中央大学（1949年更名为南京大学）前校长，国立中央研究院在台筹建人、总干事（数学27）
- 李新民，台湾中央大学前校长（数学）
- 杨希震，国立政治大学前校长（数学）
- 何鲁，国立重庆大学前校长（数学）
- 戴建岗，美国佐治亚理工大学正教授，美国总统奖得主（数学85）
- 陈志明，中国科学院计算数学工程所所长（数学87本）
- 谢启美，前联合国副秘书长（数学）
- 陶建幸，春兰集团董事局主席（数学77）
- 蒋志根，花旗银行投资副总裁（数学82）
- 林复，南京银行董事长（数学81）
- 杨百寅，清华大学经济管理学院人力资源系系主任（数学82）
- 潘克忠，核工业部国营八一四厂（国家国防军工特大型企业）厂长（副局级）、高级工程师（数学58）
- 熊庆来，数学家，熊氏无穷数创立者，清华大学数学系前系主任
- 徐家福，中国计算机先驱，在南大培养出中国第一个软件学博士（数学）
- 顾明，美国加州大学伯克利分校正教授（数学）
- 周炜良，美国约翰斯·霍普金斯大学数学系前主任、正教授
- 钱宝琮，浙江大学数学系首任系主任
- 唐培经，联合国粮农组织技术顾问，教育部高等教育司司长，美国依阿华州学院教授
- 曾远荣，四川大学数学系前主任
- 印卧涛，美国加州大学洛杉矶分校教授

### 中央研究院数理组院士
- 吴有训 吴学周 赵忠尧 严济慈 胡世桢 冯元桢 沈申甫 周仁 许靖华 吴健雄 柏实义 易家训 田炳耕

### 国际数学家大会华人speaker
国际数学家大会（简称ICM）是由国际数学联盟（IMU）主办的全球性数学学术会议。
- 南京大学校友有4人作大会报告，他们是：田刚（数学系1982级）、夏志宏（天文系1982级）、陈志明（数学系1986级）、冯康（物理系1944级）。

## 链接
- 南京大学数学系 （页面存档备份，存于）